# Györffy Zoltán (labdarúgóedző)
id. Györffy Zoltán (szlovákul: Zoltán Györffy, ukránul: Золтан Степанович Дьєрфі, Zoltan Sztepanovics Gyjerfi, oroszul: Золтан Степанович Дьерфи, Zoltan Sztepanovics Gyjerfi) (Ungvár, Magyarország, 1902. – Ungvár, Szovjetunió, 1986.) egykori magyar, csehszlovák, ukrán és szovjet labdarúgóedző. A ’’Szovjetunió érdemes labdarúgóedzője’’ kitüntető cím birtokosa. Fia ifj. Györffy Zoltán profi labdarúgó lett és szintén edzőként tevékenykedett.

## Pályafutása
Az id. Györffy Zoltán játékosként soha nem jutott el a versenysport élvonalába, nem rendelkezett sem közép-, sem felsőfokú szakképzettséggel, de a focit imádta és a fiatal generáció Ungvárott nagy mértékben tőle tanulta a labdarúgás rejtelmeit. Ezen a téren ő volt több mint ötven éven keresztül Kárpátalja egyik legkiválóbb mestere és az utánpótlás nevelését tűzte ki élete egyik legfontosabb céljául. A pályafutását a magyar vidéki bajnokságban és a csehszlovák bajnokság kelet-szlovákiai csoportjában szereplő Ungvári AC (UAC) ifjúsági csapatában kezdte, és a harmincas évek elején már bekerült a neves ungvári sportklub edzői stábjába. (Az UAC már az első világháború előtti két évben megnyerte a Keleti kerület Ungvár-vidéki alosztályának bajnokságát. Hogy milyen óriási fellendülésben volt az utolsó békeévben a magyar labdarúgás, bizonyítja az, hogy a vidéki bajnokságokra összesen 101 egyesület nevezett. Minden kerületben szükségessé vált két-három alosztály felállítása. A Keleti kerület bajnokságaira összesen 14 csapat nevezett. Az állományukban meggyengült csapatok a „legjobb vidéki csapat” címért folyó megmérettetést sem tudták vállalni, így ez a torna abban az évben elmaradt. A mindent elsöprő világháború a szépen fejlődő vidéki labdarúgást teljesen derékba törte. A kisebb taglétszámú egyesületeket halmozottan érintették a katonai mozgósítások és 3-4 egyesület kivételével valamennyi beszüntette működését. Az első világháborút Magyarország számára lezáró trianoni békeszerződés (1920. június 4.) Kárpátalját az új államalakulathoz, Csehszlovákiához csatolta, így az ungvári csapatok a csehszlovák bajnokságban szerepeltek.) Az első bécsi döntés (1938. november 2.) értelmében Felvidék és Kárpátalja egyes részeit visszacsatolták Magyarországhoz, és a visszatért területek futballcsapatai bekapcsolódtak a magyar labdarúgó-bajnokságba. Az Ungvári AC 1939 nyarán az NB B-nek nevezett másodosztály Felvidéki csoportjába került, ahol olyan nagy múltú együttesekkel játszott, mint a Diósgyőri MÁVAG (ma DVTK), a Debreceni VSC, az Ózdi VTK (Ózdi Kohász), a Nyíregyházi TVE, a Perecesi TK, a két salgótarjáni csapat, az SBTC és az SSE, a budapesti BSzKRT (BKV Előre) és BVSC, valamint a visszatért területek egyletei, a Losonci AFC, a Füleki TC, a Kassai SC, a Munkácsi SE, a Beregszászi FTC és az Ungvári SK Rusj. Az Ungvári AC előbb kiesett az NB III-ba, majd fokozatosan megerősödve egyre feljebb lépett. Az 1943/1944-es szezonban megnyerte az NB II Keleti csoportját, s így feljutott az NB I-be. Az 1944 augusztusában rajtoló bajnokság első fordulójában rögtön elmaradt a meccse, mert ellenfele, az újvidéki csapat az Ungvár-t ért bombatámadás miatt hazautazott. Az UAC így a Ferencváros otthonában játszotta első NB I-es mérkőzését (5:0-ra kikapott), majd 5:2-re veszített a Salgótarjáni BTC vendégeként, aztán a 4. fordulóban hazai pályán 3:1-es vereséget szenvedett a Szentlőrinci AC-től. Több meccset pedig már nem tudott lejátszani a magyar élvonalban, mert jött a front, a bajnokság félbeszakadt, illetve a fővárosi csapatok részvételével hadi-bajnokságként decemberig folytatódott. Majd a II. világháborút lezáró párizsi békeszerződések Kárpátalját a Szovjetunióhoz csatolták, és az Ukrajna része lett. Az Ungvári AC csakúgy, mint az Ungvári SK Rusj csapata ezzel befejezte magyarországi szereplését.
A második világháborút követően Györffyt a korábbi csapattársával, Visnyjovszkij Lászlóval együtt felkérték az egykori SK Rusj megmaradt játékosállománya bázisán újonnan szervezett, a kárpátaljai megyei bajnokság első osztályában szereplő klub, a Bolsevik Uzsgorod labdarúgócsapatának az irányítására, amelyet később átneveztek Iszkrá-ra.   Egyidejűleg őt megbízták a megyei ifjúsági labdarúgó-válogatott vezetésével is, amely döntő fölénnyel megnyerte az 1946. évi, Kijevben megrendezett első ukrán bajnokságot. 1947-ben őt meghívták az első országos bajnoki címét éppen megszerző Szpartak Uzsgorod-ba, amelynek utánpótlás csapatát és a gyermek sportiskoláját vezette hosszú évtizedeken keresztül. Az ő irányításával a megyei ifjúsági labdarúgó-válogatott 1948-ban másodszor is megnyerte az ukrán bajnokságot és az általa felkészített csapatok az elkövetkezendő években számos más díjat is nyertek különböző országos versenyeken. Id. Györffy Zoltánnak nem kis szerepe volt abban, hogy számos kárpátaljai labdarúgó, így többek között Beca József, Brenyó Zoltán, Juszt Ernő, Mihalina Mihály, Szengetovszkij Zoltán és Szabó József el tudott jutni a profi-labdarúgás csucsaira. Ez utóbbi tanítványával való viszonyára talán legjellemzőbb az alábbi idézett:

| „               | Aztán hogy, hogy nem, elment egy edzésre Györffy Zoli bácsihoz. Akiről tudni kell, hogy a Szpárták kölyökcsapatát nevelte, s ezzel a fél, vagy talán az egész, kijevi Dinamót látta el később állandó utánpótlással. Csiszolni kezdte. Az atyai pofonokat sem sajnálta tőle. Kiosztott belőle jó néhányat neki is, másoknak is életében. Szokása volt, hogy a „bűnöst” maga elé rendelte, és azt mondta neki: „Hajtsd le a fejed, édes gyermekem, egyetlen szál mákvirágom!” S utána jött a pofon. No persze, nem a pofonjai miatt kedvelték és szerették elsősorban, hanem sok minden másért. S főként azért, mert minden gyerek érezte, hogy Zoli bácsi nemcsak trénerük, hanem egy kicsit, vagy talán nagyon, az apjuk is. S így nem akadt olyan kölyök, bármennyire megátalkodott lett légyen is, aki ne imádta volna Zoli bácsit. A nevét is, azt hogy Zoli bácsi, suttogva, áhítattal merték csak kiejteni. S amit a Zoli bácsi mondott, az persze felért egy isteni kinyilatkoztatással. Ezt még a hatóságok is elismerték. Megkapta, még életében, a legmagasabb edzői kitüntetést a szovjet právityelysztvótól, a kormánytól: „A Szovjetunió érdemes edzője” (mesteredzője) lett... | ” |
| – Ortutay Péter | |   |

## Sikerei, díjai
Ukrajna
- A megyei ifjúsági válogatott-csapatok közötti ukrán bajnokság
  - bajnok (2): 1946, 1948

Szovjetunió
- ’’A Szovjetunió érdemes labdarúgóedzője’’ kitüntető cím: 1982

## Ajánlott irodalom
- Fedák László. Kárpátalja a sporteredmények tükrében (110. oldal). Ungvár: Karpati (1994) (ukránul)
- Krajnyanica Péter. A kárpátaljai labdarúgás története (84. és 136. oldal). Ungvár: Karpati (2004) (ukránul)
- Mihalina László. Otthon minden kő megsegít... (27. oldal). Vác: Kucsák Könyvkötészet és Nyomda (2011)